# Cheironitis moeris
Espèce
Cheironitis moeris est une espèce de coléoptères, présente dans les régions paléarctiques (sud-est de l'Ukraine, Turkestan, Turkménistan)